# 카우디요
카우디요(스페인어: caudillo [kauˈdiʎo][*])는 스페인어권 국가에서 정치군사지도자에게 붙는 칭호 중 하나인데, 정작 스페인어로도 "카우디요"가 무엇인지 엄밀한 정의는 없다. 보통 "독재자" 같은 어감의 부정적인 의미로 사용되기에 누군가 스스로 카우디요를 칭하는 경우는 매우 드물다. 그러나 특이한 경우로 스페인의 프란시스코 프랑코는 스스로 자신의 정식 직함을 "카우디요"로 삼았다. 카우디요의 권력 행사는 권위주의 관련 성향 특징을 지닌다.

## 같이 보기
- 보야르
- 개인숭배
- 영웅사관